# Смирна Коритарова
Смирна Василева Коритарова-Магда с псевдоним Роза е българска партизанка и политик.

## Биография
Родена е на 28 март 1921 година в Горна Джумая в семейството на убития през Септемврийското въстание комунистически деец Васил Коритаров и партийната функционерка Василка Коритарова. През 1925 г. заедно с майка си се премества в Дупница. От 1936 е член на Работническия младежки съюз, а през 1940 г. и член на БРП. През 1942 г. става член на Околийския комитет на РМС в Дупница. През 1943 г. е интернирана в женския лагер „Свети Никола“. От 1944 г. е заместник-политически комисар на партизански отряд „Коста Петров“. Получава задочна смъртна присъда от Софийския полеви съд. Участва в сражението при Жабокрек. След 9 септември 1944 г. отново е избрана за секретар на Околийския комитет на РМС в Дупница. След това е секретар на районен комитет в София. От 1946 до 1961 г. е секретар на Градския комитет на БКП в Дупница, в Пловдив, а след това секретар на Окръжния комитет на БКП в Кюстендил. Завършва Висша партийна школа. От 1961 г. е секретар на Централния съвет на БПС, а от 1968 г. е председател на Централния съвет на БПС. Народен представител в V и VI НС (1966 – 1976). Подпредседател е на VI НС. Между 1970 и 1972 е член на Секретариата на ЦК на БКП. От 1972 до 1977 е посланик на България в Швейцария. Пенсионира се през 1978 г. След това работи като заместник-председател на Комитета на Движението на българските жени на обществени начала. С указ № 991 от 27 март 1984 г. е обявена за герой на социалистическия труд. Носител е още на ордените „Народна свобода 1941 – 1944 г.“ – I ст., „9 септември 1944 г.“ – I ст. и „Георги Димитров“.
Смирна Коритарова умира на 11 ноември 2008 година в София.